# Aitor Escobar
Pour les articles homonymes, voir Escobar.
Escobar  Milán est un nom espagnol. Le premier nom de famille, en général paternel, est Escobar ; le second, en général maternel, souvent omis, est Milán.
Aitor Escobar Milán,, né le 27 avril 1991 à Almansa, est un coureur cycliste espagnol.

## Biographie
Aitor Escobar est originaire d'Almansa, une commune située dans la communauté de Castille-La Manche. Il commence à se consacrer au cyclisme à l'âge de quatorze ans.
D'abord pratiquant de VTT, il se tourne vers le cyclisme sur route en 2016. En fin de saison, il évolue au sein de l'équipe continentale Inteja-MMR Dominican. Il redescend ensuite chez les amateurs en 2017. 
En janvier 2018, il s'impose sur l'étape inaugurale du Tour international des Zibans, en Algérie. Il s'agit de sa première victoire acquise dans une course inscrite au calendrier de l'UCI. 

## Palmarès et résultats

### Palmarès par année
- 2017
  - Challenge de la Communauté valencienne
  - Trofeo San Jorge
  - Trofeo Santa Quiteria
- 2018
  - 1re étape du Tour international des Zibans
  - Gran Premi Ajuntament d'Algemesí
  - Championnat de Murcie sur route
- 2019
  - Trofeo Moros y Cristianos
- 2020
  - Torneo Interclubs Vinalopó
- 2021
  - Volta a la Marina :
    - Classement général
    - 5e et 7e épreuves
- 2022
  - 2e étape du Tour d'Almería
  - Trofeo Fiestas Mayores
  - 2e du Tour d'Almería
- 2024
  - Trofeo Feria y Fiestas Almoradí

### Classements mondiaux
| Année           | 2018 |
| --------------- | ---- |
| UCI Africa Tour | 146e |